# ائتلاف دموکراتیک ملی
ائتلاف دموکراتیک ملی (NDA) (ایزو: Rāṣṭrīya Lokatāṁtrika Gaṭhabaṁdhana) یک اتحاد سیاسی محافظه‌کار راست‌گرا در هند است که توسط حزب راست‌گرای بهاراتیا جاناتا (BJP) رهبری می‌شود. این ائتلاف در ۱۵ مهٔ ۱۹۹۸ تأسیس شد و در حال حاضر کنترل دولت هند و همچنین دولت ۱۹ ایالت هند و یک قلمرو اتحادیه را بر عهده دارد.

## فهرست نخست‌وزیران
| شماره | نخست‌وزیرها          | تصویر         | دوره ریاست   | دوره ریاست    | دوره ریاست      | لوک سبها    | کابینه      | حوزه انتخابیه | حزب                 | حزب |
| شماره | نخست‌وزیرها          | تصویر         | آغاز         | پایان         | تصدی            | لوک سبها    | کابینه      | حوزه انتخابیه | حزب                 | حزب |
| ----- | ------------------- | ------------- | ------------ | ------------- | --------------- | ----------- | ----------- | ------------- | ------------------- | --- |
| ۱     | آتال بیهاری واجپایی |               | ۱۹ مارس ۱۹۹۸ | ۱۰ اکتبر ۱۹۹۹ | ۶ سال، ۶۴ روز   | دوازدهم     | واجپایی دوم | لاکناو        | حزب بهاراتیا جاناتا |     |
| ۱     | آتال بیهاری واجپایی | ۱۰ اکتبر ۱۹۹۹ | ۲۲ مهٔ ۲۰۰۴   | سیزدهم        | ۶ سال، ۶۴ روز   | واجپایی سوم |             | لاکناو        | حزب بهاراتیا جاناتا |     |
| ۲     | نارندرا مودی        |               | ۲۶ مهٔ ۲۰۱۴   | ۳۰ مهٔ ۲۰۱۹    | ۱۰ سال، ۲۹۹ روز | شانزدهم     | مودی اول    | بنارس         | حزب بهاراتیا جاناتا |     |
| ۲     | نارندرا مودی        | ۳۰ مهٔ ۲۰۱۹    | ۹ ژوئن ۲۰۲۴  | هفدهم         | ۱۰ سال، ۲۹۹ روز | مودی دوم    |             | بنارس         | حزب بهاراتیا جاناتا |     |
| ۲     | نارندرا مودی        | ۹ ژوئن ۲۰۲۴   | متصدی        | ۱۸            | ۱۰ سال، ۲۹۹ روز | مودی سوم    |             | بنارس         | حزب بهاراتیا جاناتا |     |

## عملکرد انتخاباتی
| انتخابات | کرسی‌های کسب‌شده | تغییر | کل آراء     | سهم از آراء | نوسان     | وضعیت     | رهبر ائتلاف دموکراتیک ملی |
| -------- | -------------- | ----- | ----------- | ----------- | --------- | --------- | ------------------------- |
| ۱۹۹۸     | ۲۶۵ از ۵۴۳     |       | ۱۵۰٬۶۷۹٬۱۴۲ | ۴۰٫۹۰٪      |           | دولت      | آتال بیهاری واجپایی       |
| ۱۹۹۹     | ۳۰۲ از ۵۴۳     | ۳۷    | ۱۴۹٬۸۲۳٬۸۲۴ | ۴۱٫۱۲٪      | ۳٫۸۴٪     | دولت      | آتال بیهاری واجپایی       |
| ۲۰۰۴     | ۱۸۸ از ۵۴۳     | ۱۱۴   | ۱۴۱٬۶۲۳٬۶۷۱ | ۳۶٫۳۴٪      | ۲٫۵۲٪     | اپوزیسیون | آتال بیهاری واجپایی       |
| ۲۰۰۹     | ۱۵۸ از ۵۴۳     | ۳۰    | ۱۰۱٬۳۶۱٬۵۳۵ | ۲۴٫۳۰٪      | ۴٫۹۴٪     | اپوزیسیون | لال کریشنا ادوانی         |
| ۲۰۱۴     | ۳۳۶ از ۵۴۳     | ۱۷۸   | ۲۱۱٬۷۸۴٬۴۰۳ | ۳۸٫۶۶٪      | ۱۲٫۰۰٪    | دولت      | نارندرا مودی              |
| ۲۰۱۹     | ۳۵۳ از ۵۴۳     | ۱۷    | ۲۷۲٬۸۳۶٬۷۹۴ | ۴۴٫۹۰٪      | ۱۰٫۲۸٪    | دولت      | نارندرا مودی              |
| ۲۰۲۴     | ۲۹۳ از ۵۴۳     | ۶۰    | اعلام‌نشده   | اعلام‌نشده   | اعلام‌نشده | دولت      | نارندرا مودی              |